# Antarchaea erubescens
Antarchaea erubescens là một loài bướm đêm trong họ Noctuidae.